# Olekszandr Hennagyijovics Jahubkin
Olekszandr Hennagyijovics Jahubkin (ukránul: Олександр Геннадійович Ягубкін, oroszul: Александр Геннадьевич Ягубкин, [Alekszandr Gennagyjevics Jagubkin]; Doneck, 1961. április 25. – 2013. augusztus 7.) szovjet színekben világ- és Európa-bajnok ukrán amatőr ökölvívó.
A Szovjetunióban, a mai Ukrajna területén született. Gyermekkorában futballozott és úszott. 1974-ben egy betegség miatt abbahagyta az úszást, ekkor kezdett el ökölvívással foglalkozni. Néhány év múlva, 1978-ban már egy ifjúsági tornát nyert, majd 1980-ban szovjet ifjúsági bajnok lett. Ekkor figyelt fel rá a szovjet ökölvívó-válogatott edzője, majd meghívták a szovjet válogatott keretbe.
Szovjet színekben lett amatőr világbajnok 1982-ben, de a Los Angeles-i olimpián a bojkott miatt nem indulhatott.

## Eredményei
- 1981-ben Európa-bajnok nehézsúlyban.
- 1982-ben világbajnok nehézsúlyban.
- 1983-ban Európa-bajnok nehézsúlyban.
- 1985-ben Európa-bajnok nehézsúlyban.
- 1987-ben ezüstérmes az Európa-bajnokságon szupernehézsúlyban.